# Västersjön (Sura socken, Västmanland)
Västersjön är en sjö i Surahammars kommun i Västmanland och ingår i Norrströms huvudavrinningsområde. Sjön har en area på 0,784 kvadratkilometer och ligger 54 meter över havet.

## Delavrinningsområde
Västersjön ingår i det delavrinningsområde (661866-152164) som SMHI kallar för Utloppet av Östersjön. Medelhöjden är 66 meter över havet och ytan är 27,15 kvadratkilometer. Räknas de 140 avrinningsområdena uppströms in blir den ackumulerade arean 2 974,73 kvadratkilometer. Kolbäcksån som avvattnar avrinningsområdet har biflödesordning 3, vilket innebär att vattnet flödar genom totalt 3 vattendrag innan det når havet efter 158 kilometer. Avrinningsområdet består mestadels av skog (46 procent) och jordbruk (17 procent). Avrinningsområdet har 1,99 kvadratkilometer vattenytor vilket ger det en sjöprocent på 7,3 procent. Bebyggelsen i området täcker en yta av 3,22 kvadratkilometer eller 12 procent av avrinningsområdet.